# Béla Kéler

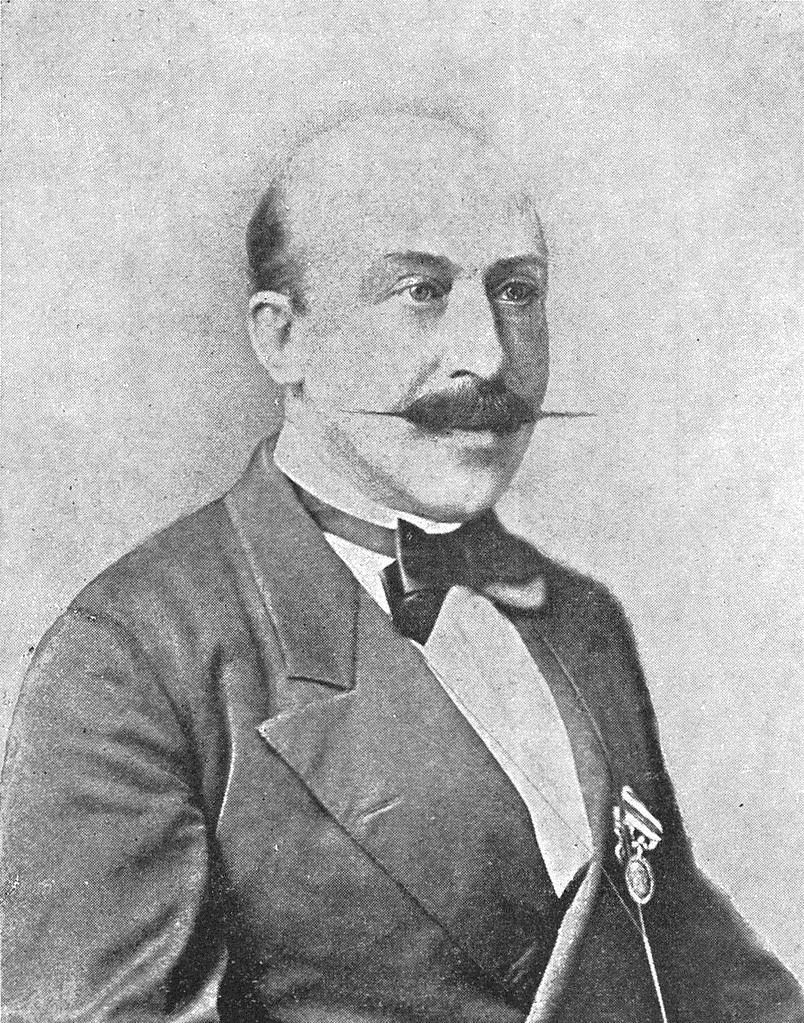
Béla Kéler

Béla Kéler (Adalbert Paul von Kéler), ungarisch Kéler Béla (* 13. Februar 1820 in Bártfa (deutsch Bartfeld, heute Bardejov), Königreich Ungarn; † 20. November 1882 in Wiesbaden, Deutschland) war ein ungarischer Komponist, Dirigent und Violinist. Er stammt aus einer karpatendeutschen Familie aus Bartfeld (heute in der Slowakei).

## Leben

### Jugend (1820–1845)
Kélers musikalische Erziehung begann bei Franz Schiffer, dem Chorleiter in Bartfeld an der Sankt-Ägidius-Basilika, der ihm die Grundlagen des Violin- und Klavierspiels beibrachte. Kinder der evangelischen Familien in Bartfeld, zu der Kéler gehörte, besuchten eine deutsche Schule der evangelischen Kirche. Kéler schloss seine Grunderziehung 1834 ab. Im selben Jahr wurde er konfirmiert. Er setzte seine Studien am lutherischen Lyzeum in Levoča (1834–1835) fort, danach an der evangelischen Hochschule in Prešov und an der reformierten Hochschule in Debrecen (1836–1840). Während des Studiums von Jura und Philosophie in Prešov leitete Kéler Béla das Schulorchester und schrieb kleine Kompositionen, obwohl seine Eltern eine Fortsetzung der beruflichen Familientradition für ihn bevorzugten.
Der Zwiespalt zwischen Béla Kélers Zukunftsvorstellung und der seiner Eltern führte dazu, dass er auf deren Wunsch hin ab dem 1. Juli 1840 ein Landwirtschaftspraktikum für ein Jahr auf den Ländereien der Grafen Schönborn-Buchheim in Mukatschewo begann. Trotz harter körperlicher Arbeit hörte er nicht auf, sich um eine künstlerische Zukunft zu bemühen. Nach dem Ende der einjährigen Anstellung verließ Kéler Mukatschewo, um auf den Gütern seines Schwagers Ferdinand Medwey, dem Ehemann seiner Schwester Amalia, in den galizischen Beskiden zu arbeiten. Dieser verlor seinen Besitz durch Naturkatastrophen und Feuer, wodurch Kéler seine Anstellung verlor und nach Bartfeld zurückkehrte. Er verbrachte den Sommer 1844 mit seinen Eltern in deren Villa in Bad Bartfeld. Kéler bot dem Leiter des dortigen Kurorchesters einige Walzer an, der sie in seine Kolonnaden-Konzert-Programme aufnahm. Im Herbst dieses Jahres zog Kéler nach Prešov, wo er bald Musik lehren konnte und im örtlichen Theater-Orchester spielte.

### Als Geiger am Theater an der Wien (1845–1854)
Nach weniger als einem Jahr Engagement in Prešov zog Kéler nach Wien, wo der Eigentümer und Direktor des Theaters an der Wien, Franz Pokorny, ihn ab dem 28. August für eine Stelle als Geiger in seinem Orchester engagierte. Neben der Arbeit als Orchestergeiger studierte Kéler zwei Jahre lang (1851–1853) Harmonielehre und Komposition bei dem Cellisten des Theaters, Carl Schlesinger, sowie Harmonielehre und Kontrapunkt bei dem Lehrer am Wiener Konservatorium, Simon Sechter, dessen Schüler auch Franz Schubert und Anton Bruckner waren. Kélers neunjähriges Engagement am Theater an der Wien endete offiziell am 7. Mai 1854. In diesem Zeitraum wurden seine ersten 10 Opus-Nummern veröffentlicht. Deren erste, op. 1 „Trois hongroises“ (Drei Ungarische) wurden vom Wiener Verleger Tobias Haslinger 1846 veröffentlicht. Die wichtigste Komposition für Kélers weitere Karriere, besonders dirigierend, wurde der Walzer „Hoffnungs-Sterne“ op. 17. Johann Benedict Sommer bat Kéler ihm diesen Walzer für eine Orchester-Aufführung in dessen „Sommers Salon“ in Berlin zu senden. Kéler sandte ihm den Walzer im Juli 1853.

### Leiter von Sommers Orchester in Berlin (1854–1855)
Ein Jahr später, nach dem Erfolg seines Walzers „Hoffnungs-Sterne“ op. 17 beim Berliner Publikum, wurde Kéler von Johann Benedict Sommer als Chef-Dirigent seines 36-Mann-Orchesters engagiert. Konzerte fanden fast täglich in „Sommers Salon“, nahe dem heutigen Bahnhof am Potsdamer Platz statt. Kélers 5-Monats-Vertrag galt über die Zeit vom 1. Mai bis 1. Oktober 1854. Kélers Sommer-Engagement dauerte deutlich länger als die geplanten 5 Monate, tatsächlich bis zum Herbst 1855. Kéler leitete das Sommer-Orchester nicht nur in Berlin, sondern auch in Hamburg, Dresden, Breslau, Köln und anderen Konzertorten. Als Teil des elften Konzerts von Sommers Orchester in Hamburg führte Kéler seine ausgedehnte vokal-instrumentale Komposition „Die Karpathen“ für Tenor, Männerchor, Orchester und Sprecher am 5. Oktober 1854 zum ersten Mal auf. Im Herbst 1855 verließ Kéler das Berliner Orchester und kehrte nach Wien zurück. Beginn seiner Zusammenarbeit mit dem Verlag Bote & Bock.

### Leiter des Lanner-Orchesters in Wien (1855–1856)
Nach dem frühzeitigen und unerwarteten Tod von August Lanner im September 1855 sah sich das Orchester ohne Leiter. Mehrere Kandidaten wetteiferten darum, das Lanner’sche Orchester zu übernehmen. Letztendlich wurden zwei Personen damit betraut es zu leiten: Béla Kéler und der aktuelle Konzertmeister Jakob Haag (1823–1874). Beide dirigierten die meisten Konzerte der Saison 1855–1856. Heute kann man nicht mehr nachvollziehen, ob Kélers siebenmonatiges Engagement in Wien nach dem plötzlichen Tod von August Lanner von vornherein als kurzfristige Interims-Besetzung bis zum Ende der Konzert-Saison geplant war, oder dadurch endete, als Kéler ein Angebot vom Grafen Mazzuchelli für den Posten als Kapellmeister seines Militär-Regiments erhielt.

### Kapellmeister des Graf-Mazzuchelli-Regiments (1856–1860)
Am 1. August 1865 wurde Kéler Béla in Wien zum Kapellmeister des Orchesters des 10. Infanterie-Regiments Graf Alois Mazzuchelli (1776–1868) ernannt. Diese Anstellung bedeutete eine große Herausforderung für Kéler. Er musste unter fordernden militärischen Bedingungen künstlerisch kreativ sein, auch während das Regiment sich oft verlagerte. Es reiste von Wien nach Debrecen, Budapest, Belgrad, Hermannstadt, Portogruaro, Valvasone, Brașov (Kronstadt) und andere Städte. Kélers Orchester verfügte außer Blasinstrumenten auch über Streicher, um nicht nur Militärmusik aufzuführen, sondern auch individuelle Promenadenkonzerte, bei denen Märsche sich mit Tanzkompositionen, Bearbeitungen von Opernwerken und Potpourris populärer Melodien abwechselten. Beweis für die Qualität von Kélers Arbeit war der Sieg des Mazzuchelli-Marsches op. 22 in einem Wettbewerb, den der österreichische Militärkapellmeister Andreas Leonhardt 1857 organisierte. Der Marsch, gewidmet dem Grafen Mazzuchelli, wurde fast das ganze 20. Jahrhundert fälschlich dem österreichischen Komponisten Anton Bruckner zugeschrieben. Noch 1977 wurde der Marsch unter dem Titel „Apollo-Marsch“ im Werkverzeichnis Anton Bruckner mit der Nummer 115 geführt. Der Fehler kam wohl daher, dass Kélers Mazzuchelli-Marsch in Form und Instrumentierung ähnlich Bruckners Militär-Marsch in Es-Dur, WAB 116, ist – es scheint, dass Bruckner vom Mazzuchelli-Marsch inspiriert war. Im März 1857 trat Kéler mit seinem Orchester im Debrecener Theater auf, das im Kornspeicher des Stadtrats Gábor Nánássy beherbergt war. Mit einer kurzen Ausnahme zu Beginn des Jahres 1859, als das Regiment in Belgrad war, fanden Kélers reguläre Konzerte bis Ende April 1859 in Budapest statt. Im Mai 1859 zog das Regiment, mit Kéler als Kapellmeister, zu Manövern der österreichischen Armee nach Italien, wo der Sardinische Krieg ausgetragen wurde. Nach dem Ende der Kämpfe, die die österreichische Armee in der Schlacht von Solferino verlor, brachte der Militärdienst Kéler nach Hermannstadt. Die Arbeit im Regiment war für Kéler körperlich sehr anstrengend und hatte wahrscheinlich einen schädlichen Einfluss auf seine späteren ernsten Gesundheitsprobleme. Schon während seines Dienstes unterzog er sich mehreren Kuren im Badeort Oradea. 1860 bat er um seine Entlassung aus gesundheitlichen Gründen. Dies wurde akzeptiert, und er beendete seinen Armeedienst am 30. September 1860.

### Leiter eines eigenen Orchesters in Budapest (1861–1862)
Kéler verbrachte die zweite Hälfte des Jahres 1860 und den ersten Monat 1861 in Bad Bartfeld, Prešov und anderen Orten seiner Heimat. Von dort zog er nach Budapest, wo er gemeinsam mit Josef Dubez (1824–1900), der bis 1860 als Kapellmeister des k.u.k. Infanterieregiments „Hoch- und Deutschmeister“ Nr. 4 aktiv war, ein circa 30-Mitglieder starkes Orchester gründete. Er stand von März 1861 bis Ende 1862 an dessen Spitze. Dann erreichte ihn ein Angebot des Herzogs von Nassau für ein Dauer-Engagement als Orchesterleiter seines Regiments in Wiesbaden. Da Kéler eine feste Anstellung einer unsicheren, freiberuflichen Arbeit mit unregelmäßigem Einkommen vorzog, entschied er sich für das Angebot und brach die Arbeit mit einem eigenen Orchester ab. Am 21. Dezember 1862 fand Kélers letztes Konzert in Budapest statt.

### Musikdirektor im 2ten Regiment des Herzogs von Nassau (1863–1866)
Im Januar 1863 übernahm Béla Kéler den Posten als Hofkapellmeister des 45-Mitglieder-Orchesters des Zweiten Regiments der Herzoglich Nassauischen Armee in Wiesbaden, nach Benedikt Stadtfeld (1788–1878), der im Alter von 75 Jahren in den Ruhestand ging. Der Regimentskommandeur war Bruno Neidhardt von Gneisenau. Kéler dirigierte die meisten Konzerte des Orchesters im Kurhaus von Wiesbaden, da ein ständiges Kurorchester bis dahin nicht existierte. Kélers Konzertprogramme enthielten nicht nur eigene Kompositionen und Tanzmusik seiner Zeitgenossen, sondern auch symphonische Werke von Haydn, Mozart, Beethoven, Mendelssohn Bartholdy, Schubert, Berlioz und anderen. Ein nicht wegzudenkender Teil der Konzerte bestand auch aus Ouvertüren von romantischen Komponisten – Verdi, Rossini, Gounod, Donizetti, Weber und anderen. Im Jahr 1864 dirigierte Kéler 317 Konzerte. Sein Jahreseinkommen stieg auf ca. 3000 Gulden. Kéler blieb in der Position des Regimentskapellmeisters bis November 1866, als das Herzogtum Nassau nach der Niederlage der österreichischen Armee im Deutschen Krieg von Preußen annektiert wurde. Herzog Adolf wurde abgesetzt und nassauische Militäreinheiten wurden der preußischen Armee angegliedert.
Im Mai 1866 wurde Kélers Sohn Karl Albert Baum, aus einer Affäre mit Katharina Amalie Baum, geboren. Kéler sorgte finanziell für ihn. Erwähnung findet der Sohn nur in Kélers Testament. Nachfahren leben bis heute.

### In Mainz, Bartfeld und Amsterdam (1867–1868)
In den Jahren 1867–1870 hatte Kéler keine dauerhaften Engagements. Er wohnte zur Miete in Wiesbaden, zuerst am Michelsberg 23, später in der Markstraße. Im Januar und Februar 1867 dirigierte Kéler das Wiesbadener Kurorchester bei Karnevals-Konzerten in der historischen Halle des Frankfurter Hofs in Mainz. Jeden Sonntag und an Feiertagen konzertierte er im Wiesbadener Saalbau Schirmer.
Im Juli und August 1868 besuchte Kéler sein Herkunftsland um Bartfeld. Zum 4. August organisierte er in Zusammenarbeit mit Graf Ferencz Szirmay (1838–1871) ein Benefizkonzert in Bad Bartfeld für die Opfer des Feuers in Bartfeld im Juni, bei dem -zig Häuser abbrannten.
Mitte August 1868 kehrte Kéler nach Wiesbaden zurück, wo er am 28. August zum ersten Mal seinen neuen Walzer „Am schönen Rhein gedenk´ ich Dein“ op. 83 aufführte, der sein bekanntester werden sollte und mit Johann Strauß´ Walzer „An der schönen blauen Donau“ verglichen wurde. Gegen die (auch geschäftliche) Dominanz der Strauß´schen Dynastie in der damaligen Unterhaltungsmusik bemühte Kéler sich immer wieder zu behaupten.
Im Dezember 1868 erhielt Kéler von Johann Eduard Stumpff (1813–1879) ein Engagement für 4 Konzerte in Amsterdam. In den ersten drei Konzerten im Theater Frascati dirigierte Kéler ausschließlich eigene Kompositionen. Beim vierten Konzert in der Parkzaal-Konzerthalle, die als Vorläufer des heutigen Concertgebouws angesehen wird, wechselte er sich mit dem Chefdirigenten des Orchesters, Willem Stumpff (1826–1912) ab.

### Leiter des Wiesbadener Kurorchesters (1870–1872)
Nach einem siebenmonatigen Krankenhausaufenthalt in Würzburg kehrte Kéler am 4. Mai 1870 nach Wiesbaden zurück. Da das Militär in den Deutsch-Französischen Krieg gezogen war, hatte der Badeort keinen Musikkörper, da die Regimentsmitglieder auch im Kurorchester gespielt hatten. Da auch Kapellmeister Josef Kaschte (1821–1878) weggezogen war, nahm Kéler am 25. Juli 1870 ein Angebot des Bade-Vorstands an, ein neues Orchester zu organisieren und zu leiten. In den Wintermonaten 1870/71 fanden im Hotel Victoria Promenadenkonzerte statt. Mit April 1871 kehrten die Konzerte in das Kurhaus zurück. Kéler verließ den Posten an der Spitze des Kurorchesters Wiesbaden am 31. Dezember 1872. Dies hatte wahrscheinlich mit einem neuen Gesetz in Preußen zu tun, das die Schließung aller Casinos zum Ende des Jahres anordnete, was einen drastischen Verlust an Kurgästen erwarten ließ.

### Suche nach neuen Engagements (1873)
Kéler arbeitete danach als freier Gastdirigent, was ihm erlaubte öfter auswärts zu konzertieren, wodurch er außerhalb Deutschlands und Österreich-Ungarns besser bekannt wurde. Seine ständige Adresse blieb Wiesbaden, wo er eine Wohnung mietete. Im Frühjahr war Kéler in Berlin, Anfang des Sommers reiste er nach London, wo er wahrscheinlich Gespräche über seine Tournee im kommenden Jahr führte. Zudem passte er seine Kompositionen (den Reisezielen) an. Aus Archiven amerikanischer Zeitschriften von 1862 bis 1882 ist zu erkennen, dass Kélers Musik in den USA bekannt war und gespielt wurde. Im April 1873 wurden Informationen über Kélers Interesse an einer Konzert-Tournee in den USA veröffentlicht.

### Vorletzter Besuch im heimatlichen Bartfeld (1873)
Im Juli 1873 besuchte Kéler seine Heimatstadt Bartfeld nach 5 Jahren wieder. Wie bei jedem Besuch wohnte Kéler in seinem Haus im Badeort, welches er nach dem Tod seines Vaters Stephan 1850 geerbt hatte. Das Haus wurde abgerissen, als in der zweiten Hälfte des 20. Jahrhunderts Platz für ein neues Bade-Haus benötigt wurde. Da Kéler zumeist im westlichen Europa arbeitete, vermietete er das Haus für den größten Teil des Jahres. Die Aufsicht führte seine Schwester Emilie Vandrák, zweite Ehefrau von András Vandrák, einem langjährigen Direktor des evangelischen Collegiums in Prešov. Emilie war neben ihren anderen Pflichten dafür zuständig, die Miete festzusetzen, die Bücher zu führen, Möbel und Interieur zu kaufen, das Hausdach, sowie das Dach des Brunnens im Garten zu reparieren. Im Garten von Béla Kélers Haus entsprang eine Mineralquelle, die in seinen Brunnen floss. Jährlich wurden hunderttausende Tonflaschen mit Wasser aus Kélers Quelle gefüllt, die dann an Kunden versandt wurden. Die Quelle war zusammen mit der Haupt-, Medizinischen-, Kolonnaden-, und Elisabethquelle eine der bekanntesten Quellen in Bad Bartfeld, schon seit das Haus noch Kéler Vater Stephan gehörte. Sogar während er zu Hause war, blieb Kéler künstlerisch aktiv. Im Juli 1873 trat er als Geiger mit Klavierbegleitung bei einem Wohltätigkeitskonzert in dem nahen Badeort Starý Smokovec auf, wo er eigene Kompositionen aufführte. Der Ertrag von 67 Gulden wurde der Verbesserung der Tatra-Straßen gespendet. Kéler kehrte am 22. Oktober 1873 aus seiner Heimat nach Wiesbaden zurück.

### London und Manchester (1874–1875)
In der ersten Hälfte des Jahres 1874 bereitete Kéler in Wiesbaden seine England-Reise vor. Ab September 1874 war Kéler für vier Wochen nach London eingeladen, um vom 5. September bis 2. Oktober, zusammen mit anderen Dirigenten, ein hundert-Mitglieder-Orchester im Royal Opera House in Covent Garden in einer Konzertreihe sogenannter Grand Instrumental and Vocal Promenade Concerts zu leiten. Das Orchester umfasste Musiker der Häuser Royal Italian Opera (Covent Garden), Theatre Royal Drury Lane und Royal Philharmonic Society. Während seines Londoner Engagements erfuhr Kéler, dass König Oskar II von Schweden ihm die goldene Medaille Litteris et Artibus für seine Beiträge zu Wissenschaft und Kunst verliehen hatte.
Infolge Kélers Engagements in London erhielt er ein Angebot, drei Konzerte in Manchester in der großen Halle der Free Trade Hall in der Peter Street zu dirigieren, die Manchester bis 1996 als bedeutendstem Konzertsaal diente. Kéler leitete am 17., 19. und 24. Oktober Konzerte in der Reihe der „Mr. de Jong´s Popular Concerts“. Kéler leitete das ungefähr 60 Mann starke Orchester abwechselnd mit Edward de Jong (1837–1920).
Kéler trug sich mit der Idee, dauerhaft nach London zu ziehen, besonders weil seine zweijährigen Bemühungen um Engagements im Ausland keinen Erfolg hatten. Bis zum Sommer gelang es Kéler nicht, weitere Engagements zu bekommen, also entschied er sich nach Wiesbaden zurückzukehren. Auch von dort fand er bis Ende des Jahres 1875 kein Konzert-Engagement.
Umso mehr bemühte sich Kéler, seine Kompositionen auch in Bearbeitungen, meist Klavier 2- und 4-händig oder Melodieinstrument mit Klavierbegleitung, mehr zu verbreiten und zu verkaufen. Dazu versuchte er seine deutschen Verleger zu mehr Werbemaßnahmen zu überzeugen – oft am Beispiel ausländischer Verleger.

### Im Berliner Stadtpark (1876)
Die erste Hälfte des Jahres 1876 verbrachte Kéler hauptsächlich komponierend. Da Kéler eine Verschlechterung seines Gesundheitszustands befürchtete, besuchte er Mitte Juli 1876 Bad Ems für einen mehrwöchigen Kuraufenthalt. Währenddessen erhielt er ein Angebot für ein 14-tägiges Engagement in Berlin. Kéler dirigierte die Berliner Symphonie-Capelle in 6 Konzerten im Stadtpark vom 30. Juli bis 12. August. Mitglieder dieses Orchesters sollten der Grundstock des Berliner Philharmonischen Orchesters werden. Wie in London gelang es Kéler auch in Berlin nicht, sich eine langfristige Dirigentenstelle eines dortigen Orchesters zu sichern, also kehrte er im Oktober nach Wiesbaden zurück.

### In Münchens Englischem Garten (1877)
Am 30. April reiste Kéler für einen Monat nach London zu geschäftlichen Gesprächen (über nationales, internationales Verlagsrecht und Urheberrecht) und besuchte gleichzeitig seine Bekannten. Am 30. Mai kehrte er nach Wiesbaden zurück. Nach 5 Tagen in Wiesbaden reiste er für ein Sommer-Engagement nach München ab. Nach einer langen künstlerischen Pause leitete Kéler vom 10. Juni bis 30. August Konzerte im Englischen Garten. Sein Abschiedskonzert am 30. August wurde ein Erfolg mit allen Ehren. Auch als Solo-Geiger hatte er großen Erfolg. Insgesamt dirigierte er in den zwei Monaten 86 Konzerte.

### In der Zürcher Tonhalle (1877)
Am 7. September reiste Kéler von München nach Zürich, wo ihm eine Engagement für drei Konzerte von der Zürcher Tonhalle-Gesellschaft, die noch heute existiert, mit dessen Orchester angeboten worden war. Kélers Konzerte fanden in der Alten Tonhalle statt. Kélers erste drei Konzerte wurden vom 10. bis 12. Oktober abgehalten. Die Betreiber der Tonhalle waren mit Kélers Fähigkeiten so zufrieden, dass sie ihm ein viertes und dann auch ein fünftes Konzert anboten. Nach dem verdienten Erfolg machte Kéler einen Umweg über Luzern, bevor er nach Wiesbaden zurückkehrte. Ob dieser Umweg dem Vergnügen diente, wissen wir nicht, da er dort am 23. September im Hotel Du Lac bei einem Konzert auftrat.

### In Hamburg mit George Stadly (1877–1878)
Nach einer Empfehlung von Jacob Cohen wurde Kéler von der George-Stadly-Gesellschaft für Konzerte über einen Monat nach Hamburg engagiert. Am Donnerstag, den 11. Oktober 1877 reiste Kéler in den Morgenstunden nach Hamburg. Der Gastauftritt von Béla Kéler an der Spitze des Orchesters des 2. Infanterie-Regiments Nr. 76 zog viel Aufmerksamkeit auf sich. Wegen der großartigen Resonanz wurde das Einmonatsengagement um 2 Wochen verlängert – bis zum 29. November 1877. Kéler nahm ein weiteres Angebot von George Stadly für eine weitere Konzertreihe im Januar 1878 an. Obwohl eine Pause von mehr als einem Monat zwischen den Konzertreihen lag, blieb Kéler in der Zeit in Hamburg.

### Bei der Pariser Weltausstellung (1878)
Zu Beginn des Mai 1878 erhielt Kéler, über Vermittlung seines Verlegers Bote & Bock in Berlin, ein Angebot für eine Konzertreihe in Paris. Daher verließ er am 10. Mai Hamburg für ein weiteres künstlerisches Engagement im Land des gallischen Hahns. Kéler kam am 17. Mai in Paris an. Aus Anlass der Pariser Weltausstellung vom 1. Mai bis 31. Oktober organisierte und leitete Jean-Baptiste Arban ein 80-Mann-Orchester in der Orangerie im Tuileriengarten gemeinsam mit anderen bekannten Dirigenten. Kéler dirigierte in der elektrisch beleuchteten Halle insgesamt 30 Konzerte zwischen dem 24. Mai und 21. Juni und rechnete bei deren Erfolg mit weiteren absichernden Engagements. Während der Konzertreihe verschlechterte sich sein Gesundheitszustand stetig. Ab dem 27. Juni, sechs Tage nach dem dreißigsten und letzten Konzert, musste er ins Krankenhaus Maison de Santé des Religieux Hospitaliens de Saint-Jean-de-Dieu. Kélers Gesundheit verbesserte sich mit Beginn des Julis, und er fühlte sich langsam relativ wohl. Am Abend des 3. August verließ Kéler das Krankenhaus, und einen Tag später, am Sonntag, den 4. August kam er in Wiesbaden an.

### Tivolis in Hannover und Kopenhagen (1877)
Kéler bleib nicht lange in Wiesbaden, schon am 8. August reiste er Richtung Kopenhagen ab, von wo der künstlerische Leiter des dortigen Tivoli-Unterhaltungsparks, Bernhard Olsen, ihm kurz vor der Abreise von Paris ein Angebot gemacht hatte. Allerdings war Hannover Kélers erstes Ziel, wo er vom 11. bis 15. August im zentral gelegenen, neu eröffneten Karl Röpke Tivoli Konzertgarten das Orchester des 1. Hannoverschen Infanterie-Regiments Nr. 74 dirigierte. Erst danach reiste er von Hannover über Hamburg und Kiel nach Kopenhagen. Kélers Konzerte in Kopenhagen fanden vom 24. August bis 11. September im Tivoli statt. Die Konzerte wurden abwechselnd mit dem ständigen Leiter des Tivoli-Orchesters, Balduin Dahl (1834–1891) dirigiert.

### Feier des 25-jährigen Dirigentenjubiläums in Wiesbaden (1879)
Im April bereitete Kéler die Feier seiner 25-jährigen Dirigentenkarriere vor, dessen Höhepunkt ein Konzert am 7. Mai im Kurhaus Wiesbaden sein sollte. Kélers Jubiläum war von hohen Ehrungen begleitet. Die Wiener Presse lobte das hohe Niveau und die Programmqualität des Jubiläumskonzerts. Kéler erreichten viele Gratulationsbriefe, -telegramme, Kränze und Blumen. Kéler schätzte besonders ein Gratulationsschreiben seines Schwagers András Vandrák aus Prešov, dem er einen großen Teil seiner künstlerischen Entwicklung zu verdanken habe. Kéler war mit seinem Beruf als schöpferischer Künstler sehr zufrieden und dankte dem Schicksal, dass er ein weltweit bekannter Komponist werden durfte. Gleichzeitig resümierte er, dass der Erfolg künstlerischer Tätigkeit dem Künstler erst in höherem Alter zuteilwürde.

### In Hamburg bei Bernhard Pollini (1879)
Kélers Verpflichtungen erlaubten ihm nicht lange die Feiern zu genießen, und schon am 9. Mai reiste er für drei Konzerte nach Hannover, die vom 11. bis 13. Mai im Unterhaltungssaal Tivoli stattfanden, wo er schon im Jahr davor aufgetreten war. Am Samstag, den 17. Mai erreichte Kéler Hamburg für ein dreimonatiges Engagement, vom 1. Juni bis 1. September im Elbpavillon-Garten, wohin er Bernhard Pollini, dem Direktor des Altonaer Stadttheaters und des Hamburger Staatstheaters, eingeladen worden war (der Elbpavillon wurde 1901 abgerissen und an der Stelle ein Otto-von-Bismarck-Denkmal gebaut). Im September gab Kéler in einer Hamburger Zeitung eine Erklärung ab, nachdem Zuhörer der Konzerte im Elbpavillon oft überrascht waren, dass Kéler der Autor von Erinnerung an Bartfeld sei, mit einer Melodie, die fälschlicherweise Johannes Brahms zugeordnet wurde.

### In Dresden, Halle und Leipzig (1879)
Nach der Konzertreihe in Hamburg folgte für Kéler Anfang November eine Reihe von Konzerten mit dem Zweiten Grenadier-Regiment Kaiser Wilhelm in Dresden, von deren drei Teilen beim ersten der Kapellmeister des Regiments auftrat und beim dritten Friedrich August Trenkler, der später Dirigent des Vorläufers der Dresdner Philharmoniker werden sollte. Dem folgend dirigierte Kéler in Halle (Saale) und Ende November in Leipzig. Kéler trat mit seinem 46-Mann-Orchester im Schützenhaus auf, das zwei Jahre später abbrannte. Am 13. Dezember kehrte Kéler nach sieben Monaten nach Wiesbaden zurück.

### Zum letzten Mal in Bartfeld (1880)
Im März plante Kéler eine Reiseroute von Wiesbaden über Wien, Budapest und Prešov nach Bartfeld. Im Mai 1880 kam Kéler nach sieben Jahren wieder für einen Besuch in seine Heimat in die Region Šariš. Von dort reiste Kéler am 16. August nach Breslau, wo er 20 Konzerte im Liebich-Theater dirigierte. Am 25. September kam er wieder in Wiesbaden an.

### In der Berliner Krolloper (1881)
Für die gesamte Sommer-Saison, von Mai bis Ende September, war Kéler vom Eigentümer der Krolloper, Jakob Engel, für Gastauftritte angefragt worden. Für die zweite Augusthälfte hatte er ein Engagements-Angebot in Breslau. Kéler war bemüht, dass die Konzerte in Berlin und Breslau in Folge stattfanden. Am 5. Mai reiste Kéler von Wiesbaden nach Berlin, wo die Konzerte vom 8. Mai bis 15. August stattfanden. Kéler reiste nach Erfüllung seines Vertrags trotz allem nach Breslau ab, wo er seine abendfüllenden Konzerte dirigierte. Im Gegensatz zu Berlin, wo er ein festgesetztes Honorar bezog, wurde er in Breslau anteilig am Gewinn der ganzen Reihe bezahlt. Da das Wetter oft schlecht war, waren seine Einkünfte deutlich geringer als im vorigen Jahr. Am 4. September beendete er seine Aufführungen dort.

### Die letzten Konzerte in Zürich, Frankfurt und Köln (1882)
Anfang 1882 bereitete Kéler mehrere seiner Werke für die Veröffentlichung vor, aber gleichzeitig fühlte er mangelnde Inspiration für das Komponieren. Er wäre gern ans Dirigentenpult zurückgekehrt, was er erst ab Ende August wieder tat: Vom 22. bis 28. August dirigierte er sieben Konzerte in Zürich. Von dort reiste er nach Frankfurt am Main, wo er bei einem Wohltätigkeits-Konzert im Zoo auftrat. Obwohl er starke Schmerzen hatte, leitete er von 26. bis 29. Oktober ein Orchester des Füsilier-Regiments Nr. 40 in Köln. Am 29. Oktober 1882 dirigierte Béla Kéler dort sein letztes Konzert.

### Tod (1882)
Ab dem 12. November lag der schwer kranke Kéler im städtischen Krankenhaus von Wiesbaden. Er war bis zuletzt bei vollem Bewusstsein und beauftragte seinen engen Freund und gleichzeitig Rechtsbevollmächtigten mit allen Details des Arrangements für seine Beerdigung und dem Verbleib seines Eigentums. Sogar den Trauermarsch für seine eigene Beerdigung komponierte er noch am Sterbebett.
Béla Kéler starb 1882 in Wiesbaden und wurde auf dem dortigen Nordfriedhof bestattet. Sein Nachlass wird in seiner heute slowakischen Geburtsstadt Bardejov im Šariš-Museum ausgestellt.

## Werke

### Mit Opuszahlen
- Op.1 – Trois Hongroises.
- Op.2a – Vilma-Csárdás.
- Op.2b – Baráti fölhívás.
- Op.3a – Honi visszhang.
- Op.3b – Honvágy.
- Op.3c – Reményem.
- Op.4 – Kismártoni emlék.
- Op.5 – Kosuth Indulója.
- Op.6 – Búcsú induló.
- Op.7 – Hongroise.
- Op.8 – Abschied von der Heimath.
- Op.9 – Ein Ton aus deiner Kehle.
- Op.10 – Schlummerlied.
- Op.11 – Jubel-Marsch.
- Op.12 – Grosser Sturm-Galopp.
- Op.13 – Prinz Friedrich Carl Marsch.
- Op.14 – Litfaß Annoncir-Polka.
- Op.15 – La Berlinoise.
- Op.16 – L'Hirondelle.
- Op.17 – Hoffnungs-Sterne.
- Op.18 – La Rose.
- Op.19 – Courier-Galopp.
- Op.20 – Mosonyi-Csárdás.
- Op.21 – Gizella-Induló.
- Op.22 – Mazzuchelli Marsch.
- Op.23 – Wanderlied.
- Op.24 – Aufmunterungs-Polka.
- Op.25 – Masken-Galopp.
- Op.26 – Debreczeni Emlék.
- Op.27 – Friedens Palmen.
- Op.28 – Conferenz Quadrille.
- Op.29 – Ladies Polka.
- Op.30 – Sophien-Polka.
- Op.31 – Bártfai Emlék Csárdás.
- Op.32 – Pest-Ofner-Polka.
- Op.33 – Brigadier-Marsch.
- Op.34 – Neukreutzer-Polka.
- Op.35 – Neu Wiener Körtanz.
- Op.36 – La Gracieuse.
- Op.37 – St. Quentin-Marsch.
- Op.38 – Árva lány haj a suvegem bokrétája.
- Op.39 – Alföldi Bucsúhangok.
- Op.40 – Bokréta-Csárdás.
- Op.41 – Wiedersehen Polka.
- Op.42 – Die Wiener Freiwilligen.
- Op.43 – Seemanns-Fahrten.
- Op.44 – Assemblee-Franczia-Négyes.
- Op.45 – Schiller Marsch.
- Op.46 – Werböczy-Csárdás.
- Op.47 – Die Minorenne.
- Op.48 – Deák Induló.
- Op.49 – Üstökös-Csárdás.
- Op.50 – Emlék sugarak.
- Op.51 – Dallam négyes.
- Op.52 – Karpati viszhangok.
- Op.53 – Lövész-bál-Polka.
- Op.54 – Tokaji cseppek.
- Op.55 – L'Occasion.
- Op.56 – Üdvözlet Hazámhoz.
- Op.57 – Walram-Marsch.
- Op.58 – Hof-Ball-Polka.
- Op.59 – Aus der Ferne.
- Op.60 – Grand Galop infernale.
- Op.61 – Come palpita il mio cor.
- Op.62 – Soldatenleben.
- Op.63 – La belle de Wiesbaden.
- Op.64 – Lustlager Marsch.
- Op.65 – Die Sprudler.
- Op.66 – Wiesbadener Feuerwehr Marsch.
- Op.67 – Herzog Adolph Jubiläums-Marsch.
- Op.68 – Souvenir de Wiesbaden.
- Op.69 – Gneisenau Marsch.
- Op.70 – Sängergruss.
- Op.71 – Entre Paris et Wiesbaden.
- Op.72 – Rosige Träume.
- Op.73 – Lustspiel-Ouverture.
- Op.74 – Ouverture comique.
- Op.75 – Ouverture romantique.
- Op.76 – Rákóczy-Ouverture.
- Op.77 – Berliner Kinder.
- Op.78 – Saison-Eröffnungs-Marsch.
- Op.79 – Mainzer Carnevals-Polka.
- Op.80 – Die Friedenstaube.
- Op.81 – Des Kriegers Heimkehr.
- Op.82 – Tanzlust.
- Op.83 – Am schönen Rhein gedenk ich dein.
- Op.84 – Kimo Kaimo Galopp.
- Op.85 – Rheinlust.
- Op.86 – Mercur Galopp.
- Op.87 – Der Alpenjäger.
- Op.88 – Deutsches Gemüthsleben.
- Op.89 – Husaren Galopp.
- Op.90 – Deutscher Kaiser-Marsch.
- Op.91 – Österreich-Ungarn Walzer.
- Op.92 – Eine Liebesgabe.
- Op.93 – Auf Flügeln der Liebe.
- Op.94 – Traumglück.
- Op.95 – Tempelweihe.
- Op.96 – Aelpler's Lust.
- Op.97 – Mazur przemyślski.
- Op.98 – Serenata Veneziana.
- Op.99 – Die Glückgöttin.
- Op.100 – Die letzten Glückstunden.
- Op.101 – Romantisches Leben.
- Op.102 – Die schöne Reiterin.
- Op.103 – Ach! Liebste, wenn ich bet dir bin.
- Op.104 – An der Themse Strand.
- Op.105 – Entre Calais et Douvres.
- Op.106 – Die Fremdlinge.
- Op.107 – Diana Galop.
- Op.108 – Ungarische Lustspiel-Ouverture.
- Op.109 – La belle Anglaise.
- Op.110 – Lerchen Schwingen.
- Op.111 – Französische Lustspiel-Ouverture.
- Op.112 – In der neuen Heimath.
- Op.113 – Ehret die Frauen
- Op.114 – Mit Anmut und Grazie.
- Op.115 – Westbournia Galopp.
- Op.116 – Hoch zu Roß.
- Op.117 – Frohsinn.
- Op.118 – Für Herz und Gemüth.
- Op.119 – Sempre crescendo Galopp.
- Op.120 – Ungarischer Volkslieder-Marsch.
- Op.121 – Zaubergeige Marsch.
- Op.122 – Hymens Blumen Spende.
- Op.123 – Nagy-Szebeni emlék.
- Op.124 – Polemische Takte.
- Op.125 – Erinnerung an den Gletschergarten in Luzern.
- Op.126 – Das Vaterland hoch.
- Op.127 – Russischer Marsch
- Op.128 – Türkischer Marsch
- Op.129 – Am Züricher See.
- Op.130 – Congress-Quadrille.
- Op.131 – Schauspiel Ouverture.
- Op.132 – Jubiläumsfeier.
- Op.133 – Schmetterlingsjagd.
- Op.134 – Drei Ungarische Idyllen.

- Op.135 – ?
- Op.136 – Ungarische Concert-Ouverture.
- Op.137 – Spanische Lustspiel-Ouverture.
- Op.138 – Vom Rhein zur Donau.
- Op.139 – Csokonay-Ouverture.[3]

## Ohne Opuszahlen
- Abendgebeth.
- Abschied von Wien.
- Die Alpen oder Wanderung durch die Schweiz.
- Die beiden Kunstbrüder
- Andenken an Lanner.
- Aspern-Marsch.
- Die Bachanten Walzer.
- Bartfelder Bade-Saison Walzer.
- Bass-Arie im italienischen Stil.
- Beförderungs-Marsch.
- Borozó Csárdás Hangász karrá.
- Buchländler Quadrille.
- Cadenz zum ersten Violinkonzert D-Dur von Nicolo Paganini.
- Clementinen Walzer.
- Concerto dramatique (Tempête et calme).
- Concert Polka.
- Cupido's Erwachen!
- Doublir Marsch.
- Elbe und Fluth.
- Eine Nacht in Venedig.
- Die Elphen Walzer.
- Erinnerung an Lemberg.
- Erinnerung an Rumpenheim.
- Erste Quadrille.
- Fahnenträger Fest-Marsch.
- Faniska March.
- Fantasie-Gebilde.
- Faschings.
- Die Fragopolytaner Walzer.
- Friederike.
- Frühlings-Gruss Marsch.
- Furulyás diák.
- Gentlemen Quadrille.
- Gute-Nacht.
- Haus-Ball.
- Herbstlieder Walzer.
- Herzens-Schläge Walzer.
- Hohenfriedberger Marsch.
- Hügels Salon Tänze.
- Huszár-Négyes.
- Hymnus Kölcseytől.
- Ich bleibe Dein.
- Die Idylliker Walzer.
- Illusion.
- Intrade.
- Die Jovialen Walzer.
- Jugend-Träume.
- Die Karpathen (1854)[6] ist das ernsteste und zugleich umfangreichste Werk von Béla Kéler. Obwohl der Name der fast einstündigen Komposition Die Karpathen ist, wurde der Komponist ausschließlich von der Umgebung der Hohen Tatra inspiriert, die sich in der Nähe von Kélers Geburtsort befindet. Das Werk ist gegliedert in Ouverture, Einleitung und 5 Tonbilder in der Reihenfolge Die Lomnitzer Spitze, Der Fischsee, Die Eisenhämmer, Die Jagd und Ankunft und Leben im Karpathenbade. Das idyllische Tongemälde Die Karpathen ist das erste Werk der Programmmusik, das von slowakischen Naturschönheiten und dem Alltag in ihrer Umgebung inspiriert ist. Die digitale Transkription des Werks, das sich in der Petrucci Music Library befindet, wurde vom Slovak Arts Council, dem Hauptpartner des Projekts, aus öffentlichen Quellen unterstützt.[7]
- Karpathen Echo.
- Körtáncz.
- Kronprinz Rudolf-Marsch.
- Lebende Tonblumen.
- Le Galopain.
- Die Liebes-Abentheuer Walzer.
- Liebesgeflüster.
- Liebe überall.
- Das Lied vom Grafen O'Donnell.
- Die Lockenden Walzer.
- Lose Blätter.
- Magyar Nyitány in D.
- Magyar Nyitány in G.
- Marsch.
- Marsch-Polka.
- Mein Herz pocht.
- Milos Obrenovitz-Marsch.
- Mondlied.
- Der Musen Rheinfahrt.
- Myrthen-Kränze.
- Nacht-Schwärmer Walzer.
- Die Neulinge Walzer.
- Ohne Dich!.
- Ouverture.
- Ouverture in C im ungarischen Styl.
- Ouverture in D-moll.
- Ouverture in H.
- Paulinen-Polka.
- Polka.
- Polka-Marsch.
- Polonaise.
- Praesenti Marsch.
- Rákoczy Marsch.
- Rauenthaler Berglied.
- Resignations.
- Die Sentimentalen Walzer.
- Schau Dir gern ins liebe Auge.
- Scheide-Grüsse Walzer.
- Die Scherzenden Walzer.
- Schlachtgebeth.
- Die Schmeichler Walzer.
- Sinn-Bilder.
- Souvenir de Rogozno.
- Steyer-Länder.
- Süsse Erinnerungen.
- Die Tanz-Aufwiegler.
- Die Tanzlustigen.
- Tournier Marsch.
- Trauermarsch zu eigener Beerdigung.
- Traum-Bilder Walzer.
- Ungarischer National Garde Marsch I..
- Ungarischer National Garde Marsch II..
- Ungarischer Volkslieder Marsch.
- Unter Italiens blauem Himmel.
- Vergatterung-Rast-Gebeth.
- Vier Polka´s.
- Von jedem etwas.
- Walzer in A.
- Walzer in D.
- Walzer in E.
- Walzer in Es.
- Wiederseh'n Walzer.
- Zephyrs Säuseln Walzer in G.[3]

## Auszeichnungen und Ehrungen
- 1874: Schwedische Königliche Goldmedaille Litteris et Artibus[8]

## Rezeption
Der spanischstämmige US-amerikanische Komponist Claudio S. Grafulla arrangierte Kelers Ungarischen Sturmmarsch zum Hurrah Storm Gallop.